# Sac bucal

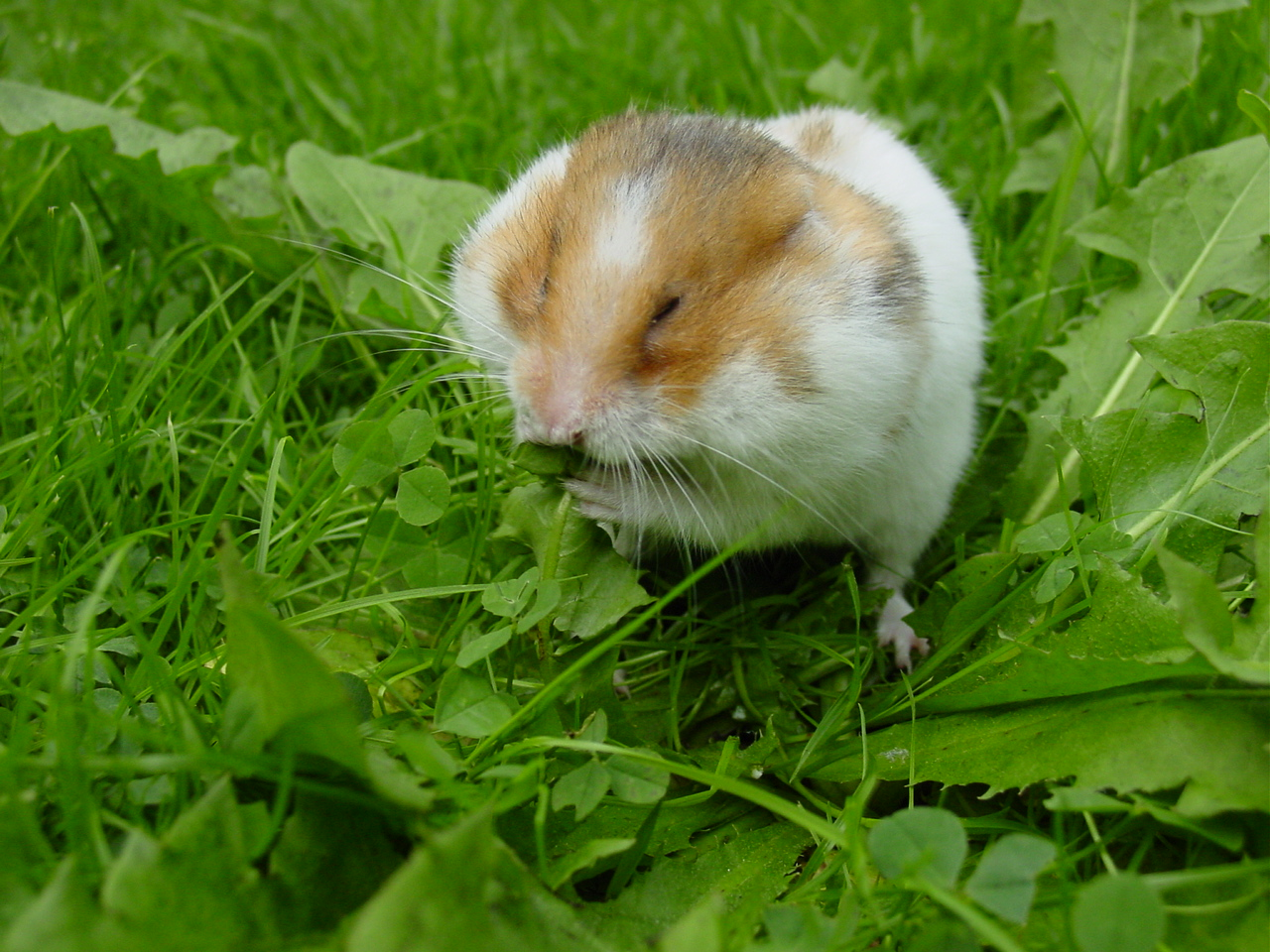
Hamsterul sirian sau auriu (Mesocricetus auratus) umplându-și sacii bucali cu verdeață

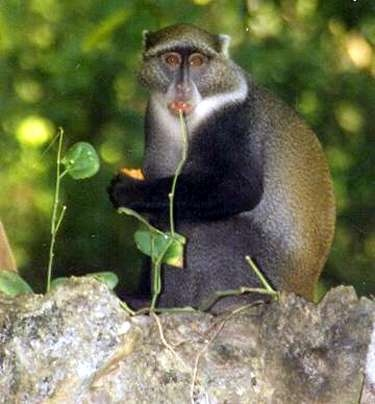
Maimuța albastră (Cercopithecus mitis) înmagazinându-și fructe în buzunarele bucale

Sacii bucali (sau sacii buccinatori, sacii genali, sacii malari, buzunarele bucale, pungile bucale) sunt două pungi laterale aflate în cavitatea prebucală (camera anterioară a cavității bucale) cuprinse în peretele obrajilor la unele mamifere care servesc la înmagazinarea temporară a alimentelor. Ei au fost găsiți la unele rozătoare (hârciog, popândău) și la cercopitecide (maimuțe din lumea veche). Acești saci sunt deosebit de mari la hârciog și ajung până la nivelul cuștii toracice. În sacii bucali, uneori căptușiți cu păr, rozătoarele înmagazinează temporar semințe, pe care le transportă în magaziile lor subterane. Sacii bucali sunt prevăzuți cu o musculatură proprie, care ajută la golirea lor. Genul Cuniculus are și saci bucali interni, și saci jugali externi, formați dintr-o invaginare a pielii păroase de pe obraji.